# Pont-Évêque
Pont-Évêque este o comună în departamentul Isère din sud-estul Franței. În 2009 avea o populație de 5.070 de locuitori.

## Evoluția populației
| An        | 1975  | 1982  | 1990  | 1999  | 2006  | 2009  |
| --------- | ----- | ----- | ----- | ----- | ----- | ----- |
| Populație | 5.636 | 5.542 | 5.385 | 5.067 | 5.105 | 5.070 |